# Шарль де Руа
Шарль де Руа (Charles de Roye) (14.01.1510 — 19.01.1551) — граф де Руси, сеньор Руа, Мюре, Бюзанси, Низи-ле-Конт, Онэ, Пьепрпон и Куломье, видам Лана.

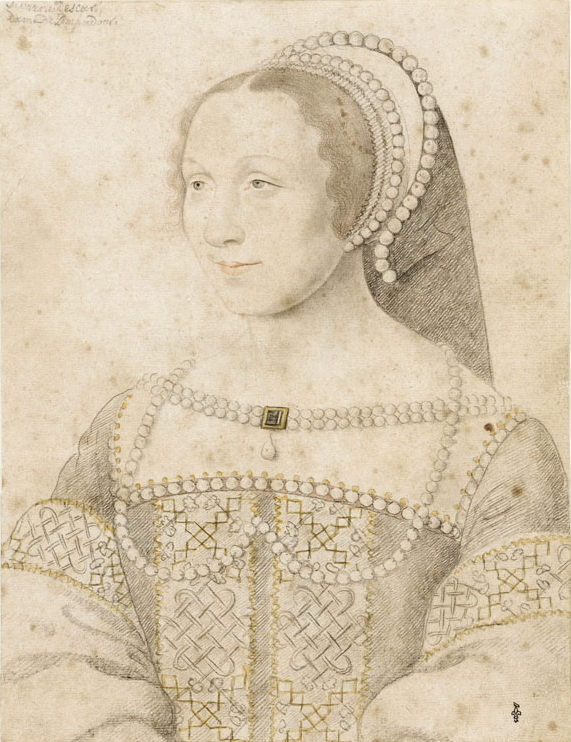
Мадлен де Майи

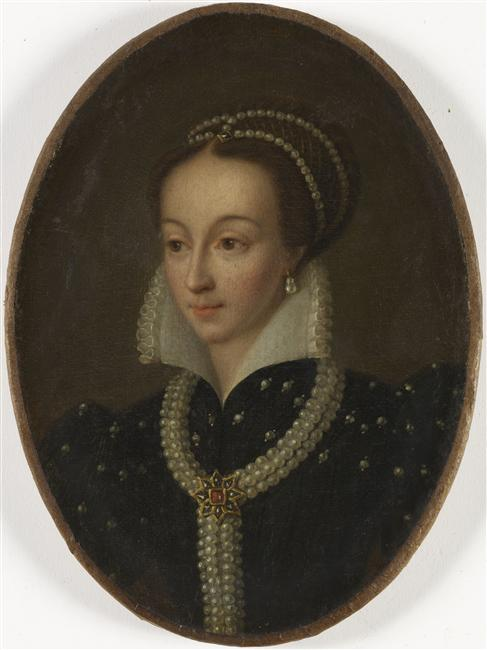
Элеонора де Руа

Сын Антуана де Руа (погиб в битве при Мариньяно 13.09.1515) и Катарины де Коммерси (ум. 08.01.1542), графини де Руси, дамы де Коммерси и де Пьерпон.
Находился на королевской службе, камер-юнкер (gentilhomme ordinaire de la chambre du roi). В 1542 г. участвовал в осаде Перпиньяна. С 1547 г. управляющий имуществом вдовствующей королевы Элеоноры, которая была крёстной его одноименной дочери.
От отца унаследовал сеньорию Руа, от матери — графство Руси, видамство в Лане и сеньории Пьерпон, Низи, Онуа, Луази, Брикне, Куломье и половину Апремона.
В присутствии короля Франциска I 27 августа 1528 года женился на Мадлен де Майи (1513—1567), дочери и наследнице Ферри де Майи (ум. 1511), сеньора де Конти, и Луизы де Монморанси (ум. 12.06.1541, сестра Анна де Монморанси, вторым браком — жена Гаспара I де Колиньи). Дети:
- Шарль (1530—1548), умер при жизни отца.
- Элеонора де Руа (1535—1564), дама де Руа, де Конти, де Мюре, де Бретёйль и де Бюзанси, жена Луи де Бурбона, принца Конде.
- Шарлотта де Руа (1537—1572), графиня де Руси, дама де Пьерпон, жена Француа III графа де ла Рошфуко.

Шарль де Руа умер 19 января 1551 года в своём замке Плесье де Руа.

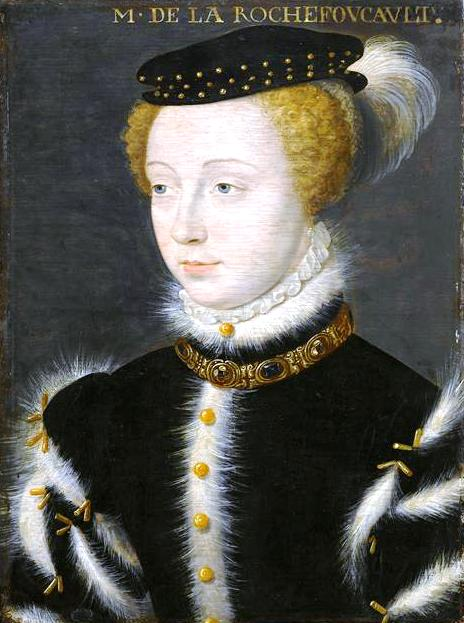
Шарлотта де Руа